# Poaephyllum grandiflorum
Poaephyllum grandiflorum là một loài thực vật có hoa trong họ Lan. Loài này được Quisumb. miêu tả khoa học đầu tiên năm 1938.